# Placówka Straży Celnej „Żegiestów”

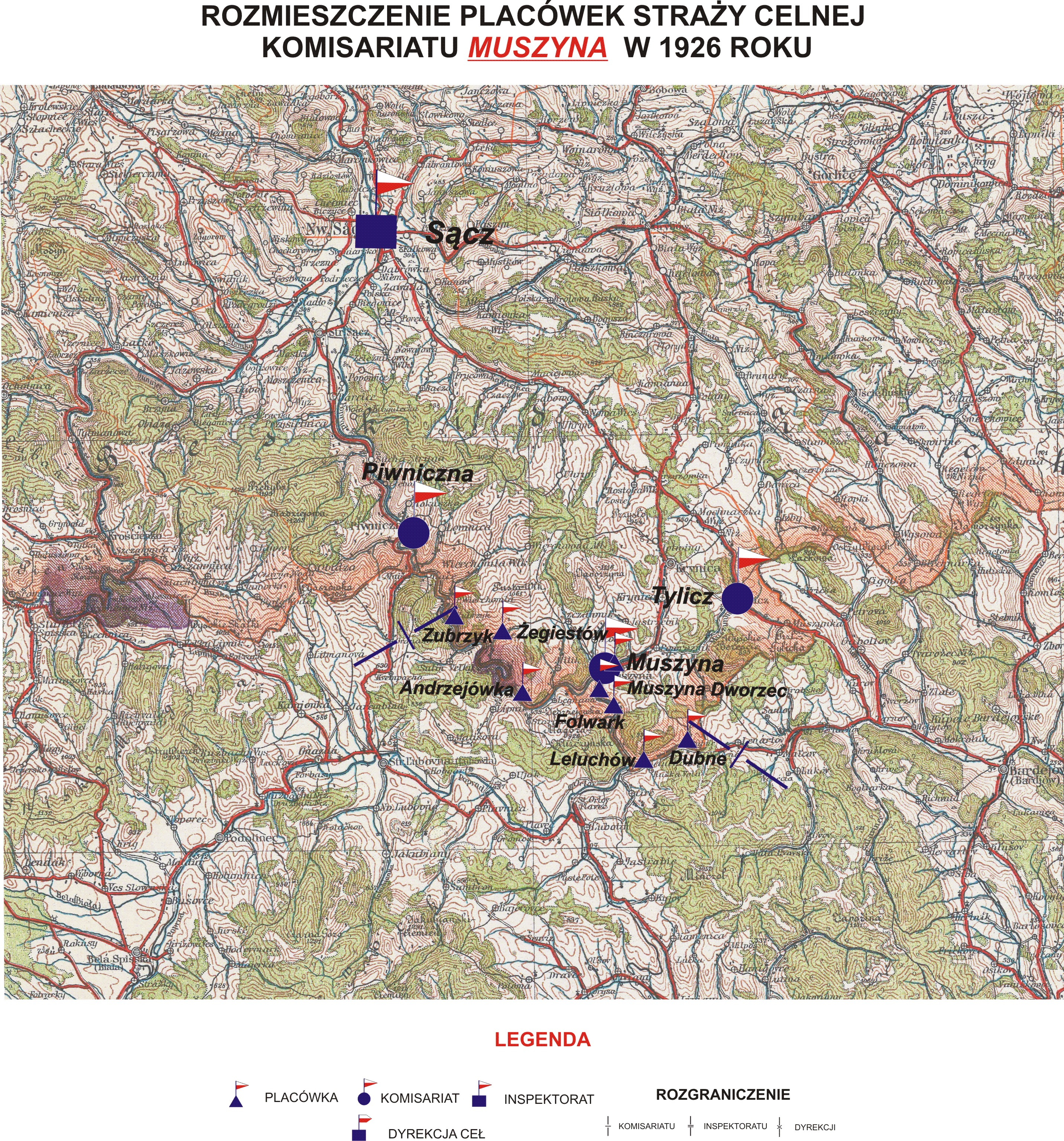
Rozmieszczenie placówek SC Komisariatu Muszyna w 1926

Placówka Straży Celnej „Żegiestów” – jednostka organizacyjna Straży Celnej pełniąca w okresie międzywojennym służbę ochronną na granicy polsko-czechosłowackiej.

## Formowanie i zmiany organizacyjne
Na wniosek Ministerstwa Skarbu, uchwałą z 10 marca 1920 roku, powołano do życia Straż Celną. Od połowy 1921 roku jednostki Straży Celnej rozpoczęły przejmowanie odcinków granicy od pododdziałów Batalionów Celnych. W 1921 i 1922 roku w Muszynie stacjonował sztab 3 kompanii 8 batalionu celnego. Kompania wystawiała również placówkę w Żegiestowie. Proces tworzenia Straży Celnej trwał do końca 1922 roku. Placówka Straży Celnej „Żegiestów” weszła w podporządkowanie komisariatu Straży Celnej „Muszyna” z Inspektoratu SC „Sącz”.
W drugiej połowie 1927 roku przystąpiono do gruntownej reorganizacji Straży Celnej. W praktyce skutkowało to rozwiązaniem tej formacji granicznej. Ochronę północnej, zachodniej i południowej granicy państwa przejęła powołana z dniem 2 kwietnia 1928 roku Straż Graniczna.
Rozkazem nr 5 z 16 maja 1928 roku w sprawie organizacji Małopolskiego Inspektoratu Okręgowego dowódca Straży Granicznej gen. bryg. Stefan Pasławski określił strukturę organizacyjną komisariatu SG „Muszyna”. Placówka Straży Granicznej I linii „Żegiestów” znalazła się w jego strukturze

## Funkcjonariusze placówki
Kierownicy placówki
| stopień    | imię i nazwisko, numer | okres pełnienia służby | kolejne stanowisko |
| ---------- | ---------------------- | ---------------------- | ------------------ |
| przodownik | Adam Smaga (156)       | był w 1926             |                    |

Obsada personalna placówki w 1926:
- przodownik Adam Smaga (156)
- strażnik Andrzej Potępa (1221)
- strażnik Michał Miazga (2029)
- strażnik Bronisław Pauk (2248)
- strażnik Szymon Ryczka (1781)